# 大西淳也
大西 淳也（おおにし じゅんや）は、日本の財務官僚、会計学者、博士（商学）。国税庁広島国税局長、財務総合政策研究所副所長、総務省大臣官房審議官（公営企業担当）、東京大学公共政策大学院教授等を経て、津田塾大学総合政策学部教授。

## 人物・経歴
1986年 東京大学法学部卒業、大蔵省入省。理財局総務課配属。1989年 証券局総務課企画係長。1991年 熊本国税局日田税務署長。1993年 自治省行政局行政課主査。1994年 自治省行政局行政課課長補佐。1995年 大蔵省関税局企画課課長補佐（税率総括）。1998年 ハーバード大学国際問題研究所客員研究員。1999年 国税庁長官官房会計課課長補佐（総括）。2001年 内閣府政策統括官（経済財政運営担当）付参事官（運営総括担当）付企画官。2003年 日本貿易振興会コペンハーゲン事務所長。
2006年 スカンジナビア国際経営大学院エグゼクティヴMBA。同年 東京国税局調査第一部長。2007年 信州大学経済学部教授。2011年 専修大学博士（商学）、早稲田大学ビジネススクール非常勤講師。2012年 内閣官房内閣参事官（内閣情報調査室）。2014年 広島国税局長。2015年財務省財務総合政策研究所副所長。
2016年 総務省大臣官房審議官（公営企業担当）。2017年 明治大学ガバナンス研究科兼任講師。2018年 財務省大臣官房付（役員出向）、独立行政法人都市再生機構理事、特定非営利活動法人STAND顧問。2020年7月 関東信越国税不服審判所長。2021年 コロンビア大学東アジア研究所上席客員研究員兼コロンビア・ビジネススクール日本経済経営研究所。2022年 東京大学大学院公共政策学連携研究部教授。2024年 東京大学公共政策大学院客員教授、津田塾大学総合政策学部総合政策学科教授。

## 著書
- 『公的組織の管理会計―効果性重視の公共経営をめざして』同文舘出版 2010年